# Multimaudheimia marshalli
Multimaudheimia marshalli är en kvalsterart som först beskrevs av Coetzee 1997.  Multimaudheimia marshalli ingår i släktet Multimaudheimia och familjen Maudheimiidae. Inga underarter finns listade i Catalogue of Life.